# 電気事故
電気事故（でんきじこ、英: electrical accident）とは、電気設備や電気機器の故障や不備、整備不良、または誤った使用や設計によって生じる事故である。雷によって直接的に生じた火災や死亡事故は自然災害として取り扱う。雷によって電気設備が故障した結果生じた事故は、雷対策の不備と解釈し電気事故として扱う。
関連する機器の不動や故障を誘発するものから、火災（電気火災）や死亡事故へ発展する場合などもあり、その規模や危険度はさまざまである。
原子力発電施設に関する事故については原子力事故を参照。

## 原因
漏電
電気回路から本来の目的以外のところに電流が流れること。感電、電気火災の原因となる。
短絡
電路上の電位差のある2点が極めて低いインピーダンスで接触することをいう。放電や、火花が散り抵抗体のジュール熱による火災や爆発、抵抗体が人体の場合は感電の原因になる。電流が大地に流れる場合を地絡という。
フラッシオーバ
閃絡ともいう。異常高電圧などの印加で電線路や絶縁体の耐電圧を超えることにより、短時間で絶縁破壊しスパーク、火花や電弧が発生すること。火災や火傷等の原因になり、人体が通電部に接触した際にフラッシオーバが生じると、感電により人体の組織細胞を破壊することがある。
過負荷
電気機器の定格値または許容値を超過する負荷電流により、機器または電線路にジュール熱が過剰に発生することにより過熱し、火傷や絶縁被覆の発火などの原因になる。短絡とは異なり長時間通電の結果発生する場合がある。また機器内の絶縁物の焼損により故障を招く。
不適切な電気工事
電気工事における、不慣れな作業者による作業ミスや無資格など違法な作業が事故に繋がることがある。
不適切な設備点検
機器点検時の通電部への意図せざる接触や、点検後の復旧ミスなど人的要因による事故に繋がることがある。
複合的要因
落雷や台風などの自然災害や、交通事故などに起因して、送電線が断線、漏電、短絡が発生する場合もある。電気設備には、事故防止のために保安部品、安全装置が取り付けられるが、これらの劣化や故障などの要因も複合する場合がある。

## 電気事故報告
日本では電気事故が発生した場合、電気事業法並びに電気関係報告規則第3条及び第3条の2において、自家用電気工作物設置者(事業者)と小出力発電設備所有者が報告すべき電気事故、報告の方式、報告期限及び報告先を規定している。さらに経済産業省では、同規則第2条第4号に基づき電気事業者から提出された電気保安年報等を元に、年度ごとに電気保安統計としてまとめている。
下記項目に当てはまる事故については同法に基づいて各産業保安監督部電力安全課あてに事故の状況を説明するための最小限の要件と、そのためにとった応急処置、復旧対策、復旧予定日時等について、事故の発生を知った時から24時間以内に電話、FAX、電子メール等により報告することになっている。
1. 感電死傷事故又は感電以外の死傷事故（死亡又は病院若しくは診療所に治療のため入院した場合に限る。）-第3条第1項第1号、第3条の2第1項第1号
2. 電気火災事故（工作物にあっては、その半焼以上（20%以上）の場合に限る。）-第3条第1項第2号、第3条の2第1項第2号
3. 電気工作物の破損又は電気工作物の誤操作若しくは電気工作物を操作しないことにより、他の物件に損傷を与え、又はその機能の全部又は一部を損なわせた事故-第3条第1項第3号、第3条の2第1項第3号
4. 主要電気工作物破損事故‐第3条第1項第4-5号、第3条の2第1項第4号
5. 出力10万kW以上の発電設備の発電支障事故 ‐第3条第1項6号
6. 電気事業者に供給支障を発生させた事故（波及事故）‐第3条第1項7-11号
7. ダムによって貯留された流水が当該ダムの洪水吐きから異常に放流された事故[5]。-第3条第1項12号
8. その他社会的に影響を及ぼした事故 -第3条第1項第13号13号

## 注・出典